# Rodinka Belierových
Rodinka Belierových, ve francouzském originále La Famille Bélier, je francouzský rodinný film z roku 2014, který režíroval Éric Lartigau. V hlavních rolích se objevili Louane Emera, Karin Viard, François Damiens a Éric Elmosnino.
Film získal ocenění César v kategorii nejslibnější herečka pro Louane Emeru.

## Obsah filmu
Rodolphe Bélier a jeho žena Gigi jsou hluší a pracují jako zemědělci v oblasti Lassay-les-Châteaux u Mayenne. Jejich mladší syn je taktéž hluchý, ale mají ještě dceru Paulu, a ta slyší. Šestnáctiletá Paula je pro svou rodinu nepostradatelnou tlumočnicí, když pomáhá v práci i v každodenním životě, ať už jde o telefonování, jednání s bankéřem či konzultace s lékařem. Jednoho dne Paula vstoupí do hudebního sboru a učitel objeví její krásný hlas a tlačí ji k tomu, aby se zúčastnila soutěže Radio France a v případě úspěchu by získala stipendium na pařížské univerzitě. Rodiče Paulino nadšení ovšem nesdílejí a mají velké obavy. Paula se během krátké doby setkává s neporozuměním ze strany rodičů, pochybám o svém talentu i s první láskou. Během toho navíc její otec Rodolphe je nespokojen s politickým vedením města a rozhodne se, i přes svůj handicap, kandidovat na starostu.

## Obsazení
| Louane Emera      | Paula Belier                        |
| Karin Viard       | Gigi Belier, matka Pauly            |
| François Damiens  | Rodolphe Bélier, otec Pauly         |
| Éric Elmosnino    | Fabien Thomasson, učitel zpěvu      |
| Roxane Duran      | Mathilde, nejlepší přítelkyně Pauly |
| Luca Gelberg      | Quentin Belier, bratr Pauly         |
| Ilian Bergala     | Gabriel                             |
| Stéphan Wojtowicz | starosta Lapidus                    |
| Mar Sodupe        | profesorka španělštiny              |
| Jérôme Kircher    | doktor Pugeot                       |

## Soundtrack
V soundracku k filmu se objevila řada písní francouzského zpěváka Michela Sardou
Seznam skladeb:
1. „Thème Famille Bélier“
2. „La Maladie d'amour“ (sbor)
3. „Je vole“ (Louane Emera)
4. „Une Pépite dans le gosier“
5. „Paris“
6. „Je vais t'aimer“ (Louane Emera)
7. „La Java de Broadway“ (sbor)
8. „Romance“
9. „Paula“
10. „En chantant“ (Louane Emera)
11. „France 3 à la ferme“
12. „Une tradition juive“
13. „Les Adieux“
14. „En chantant“ (sbor)
15. „That’s Not My Name“ (The Ting Tings)
16. „ Je vais t'aimer“ (Éric Elmosnino)